# 146 (numero)
Centoquarantasei (146) è il numero naturale dopo il 145 e prima del 147.

## Proprietà matematiche
- È un numero pari.
- È un numero composto con i seguenti divisori: 1, 2, 73. Poiché la somma dei suoi divisori è 76 < 146, è un numero difettivo.
- È un numero pentagonale e 16-gonale.
- È un numero ottaedrico.
- È un numero nontotiente e noncototiente.
- È un numero intoccabile, non essendo la somma dei divisori propri di nessun altro numero.
- È parte delle terne pitagoriche (96, 110, 146), (146, 5328, 5330).
- È un numero semiprimo.
- È un numero a cifra ripetuta e un numero palindromo nel sistema di numerazione posizionale a base 8 (222).

## Astronomia
- 146P/Shoemaker-LINEAR è una cometa periodica del sistema solare.
- 146 Lucina è un asteroide della fascia principale del sistema solare.
- NGC 146 è un ammasso aperto della costellazione di Cassiopea.

## Astronautica
- Cosmos 146 è un satellite artificiale russo.